# Arenostola pallida
Arenostola pallida là một loài bướm đêm trong họ Noctuidae.